# Indice FAO des prix des produits alimentaires
L'Indice FAO des prix des produits alimentaires (FAO Food Price Index - FFPI) est un indice des prix introduit par l'Organisation des Nations unies pour l'alimentation et l'agriculture en 1996 en tant que bien public pour aider à suivre l'évolution de la situation sur les marchés mondiaux des produits agricoles. C'est une mesure de la variation mensuelle des prix internationaux d'un panier de produits alimentaires. Il consiste en la moyenne de cinq indices de prix de groupe de produits, pondérés par la part moyenne des exportations de chacun des groupes pour 2002-2004.
| Pour des raisons techniques, il est temporairement impossible d'afficher le graphique qui aurait dû être présenté ici. |